# Solfrid Söderlind
Solfrid Margareta Söderlind, född den 6 oktober 1956 i Bromma, Stockholm, är en svensk konstvetare och museiman. 
Solfrid Söderlind var 2001–2002 professor i konstvetenskap vid Uppsala universitet och 2003–2011 överintendent för Nationalmuseum med Prins Eugens Waldemarsudde. Söderlind var dekan för konstnärliga fakulteten vid Lunds universitet 2013–2017. Söderlind är sedan 2018 professor i museologi med inriktning mot konst på institutionen för kulturvetenskaper vid Lunds universitet. Hon är även utbildad kantor.

## Utmärkelser och ledamotskap
- H. M. Konungens medalj i guld av 12:e storleken i Serafimerordens band (Kon:sGM12mserafb, 2010) för framstående museimannagärning[5]
- Ledamot av Karl Johans förbundet (2002)
- Ledamot av Kungliga Patriotiska sällskapet (2002)
- Ledamot av Samfundet Pro Fide et Christianismo (2005)
- Ledamot av Kungliga Humanistiska Vetenskapssamfundet i Lund (LLHS, 2015)[6]